# Kreuther Forst
Der Kreuther Forst ist ein 7,70 km² großes gemeindefreies Gebiet im Landkreis Regensburg in der Oberpfalz. Es liegt auf der Gemarkung Kreuth und ist überwiegend bewaldet und unbewohnt.
Über zwei jeweils etwa acht Kilometer lange und weitestgehend unbefestigte Straßen durch das Waldgebiet wird die Gemeinde Bernhardswald mit dem südlich gelegenen Donaustauf verbunden. Östlich des Kreuther Forst liegt der Forstmühler Forst.

## Nachbargemeinden
|                     | Gemeinde Bernhardswald                      |                     |
| Gemeinde Wenzenbach | Kompassrose, die auf Nachbargemeinden zeigt | Gemeinde Altenthann |
|                     | Gemeinde Bernhardswald                      | Gemeinde Donaustauf |

## Nutzung
Das Gebiet wird hauptsächlich forstwirtschaftlich genutzt. 